# Васильев, Валериан Михайлович
Валериа́н Миха́йлович Васи́льев (псевдоним Ӱпымарий — Уфимский мариец; от рождения — Вастаев Темьян Гайсинович, 1 [13] января 1883, д. Сусады-Эбалак, Бирский уезд, Уфимская губерния — 2 мая 1961, Йошкар-Ола, СССР) — советский марийский учёный-языковед, фольклорист, этнограф, краевед, просветитель, педагог, общественный деятель. Основоположник марийской лингвистики, этнографии, фольклористики, музыковедения, один из первых марийских писателей.

## Биография

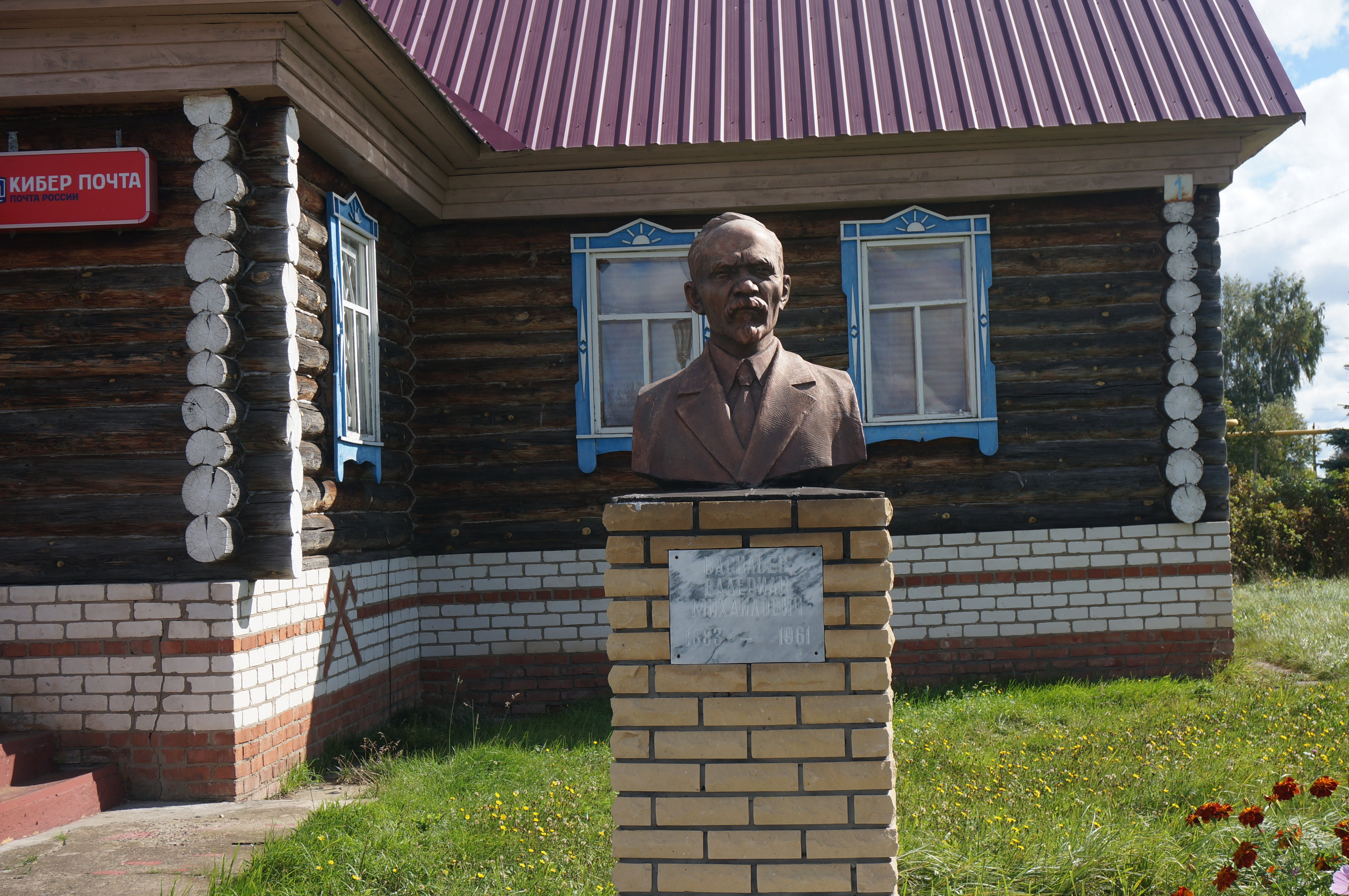
Памятник марийскому учёному-языковеду Валериану Михайловичу Васильеву

Из крестьянской семьи. В 1902 году принял крещение, имя от рождения — Темьян Гайсинович Вастаев.
Окончил Бирскую учительскую семинарию (1902), Казанскую духовную семинарию (1906), Казанский университет (1918), аспирантуру Яфетического института АН СССР (Ленинград, 1930).
В 1917 году был председателем марийской секции Общества мелких народностей Поволжья, одним из организаторов и руководителем I Всероссийского съезда мари (1917), который проходил в Бирске. По политическим взглядам примыкал к эсерам, но в партии не состоял.
Преподаватель марийского языка Казанской женской учительской семинарии (1907—1918), профессор Казанского Восточного педагогического института (1918—1930), доцент кафедры марийского языка Марийского педагогического института, старший научный сотрудник секции языка МарНИИ (1934—1941), заведующий кафедрой марийского языка и литературы МГПИ (1939—1940), Центрального марийского музея, научный сотрудник Марийского института усовершенствования учителей (1942—1943), старший научный сотрудник МарНИИ (1944—1956).
Кандидат филологических наук (1947). Доктор филологических наук (1957).
Подвергался преследованиям: в 1931 году его арестовали и выслали из Марийской автономной области, в годы сталинских репрессий скрывался, неоднократно покидал республику.

## Научная деятельность
Ещё во время учёбы в Казани он был одним из издателей ежегодника «Марла календарь» (1907—1914), где выступал как редактор, переводчик, автор оригинальных и собиратель фольклорных произведений.
Известен как составитель букваря, учебников «Тÿҥалтыш марла кнага», «Вес марла кнага».
В. М. Васильева называли «патриархом» марийского языкознания. С 1906 года — автор свыше 250 научных трудов, таких, как: «Научная грамматика марийского языка», «Записки по грамматике народа мари», «Материалы по марийской поэтике». Им впервые был составлен и издан наиболее полный словарь марийского языка («Марий мутэр», 1928), сыгравший большую роль в развитии литературного языка. Значительное место в его научной работе занимала фольклористика. В 1919—1923 годах он издал тексты марийских песен («Марийские песни») с нотами.
Вместе с С. Чавайном, М. Шкетаном, Н. Мухиным, Н. Игнатьевым, Ш. Осыпом и другими считается одним из зачинателей марийской национальной литературы. Его стихи, басни, рассказы в дореволюционное время публиковались в разных изданиях, альманахе «Марла календарь», в школьных хрестоматиях, книгах для внеклассного чтения. В своих произведениях он призывал народ к свободе, знанию, возвеличивал идеи гуманизма, социальной справедливости.
Он перевёл на марийский язык басни И. Крылова, рассказы Л. Толстого, К. Ушинского, стихотворения А. Пушкина, Н. Некрасова, А. Кольцова, революционные песни «Смело, товарищи, в ногу», «Славьте Первое мая», «Интернационал». В 1943 году работал над переводом на родной язык Гимна Советского Союза.

## Основные произведения
Основные художественные произведения и научные труды В. М. Васильева:
- Марий калыкын мурыжо, туштыжо да йомакше (Марийские народные песни, загадки и сказки). Казань, 1908. 16 с.
- Марла ойлымаш-влак (Марийские рассказы). Казань, 1909. 24 с.
- Марий мут: тошто гыч тÿҥалын таче марте ойлымо муро, тушто, йомак, пале, туныктымо мут, молыжат. Казань, 1918. 44 с.
- Марий муро (Песни народа мари). М., Центриздат, 1923. 88 с.
- Марла ойлымаш-влак (Марийские рассказы). Краснококшайск, 1926. 36 с.
- Марла ойлымаш-влак: Вес лукмаш —кугурак икшыве-влаклан (Марийские рассказы). Краснококшайск, 1927. 48 с.
- Материалы по марийской поэтике. Казань, 1930. 110 с.
- Басня-влак // Мут орлаҥге: ойырен налме проза. Йошкар-Ола, 1963. С. 129—133.
- Пырыс ден шыл; Пырыс ден коля; Поян веҥе: почеламут-влак // Марий литература (9 класслан хрестоматий). Йошкар-Ола, 1975. С. 4—5.
- Почеламут-влак: икшыквылык ойлымаш-влак (Стихи и рассказы для детей) // Сылнымут памаш. Йошкар-Ола, 1982. С. 64—78.
- Йÿштерге: ойлымаш-влак (Сын мороза: рассказы). Йошкар-Ола, 1991. 40 с.

## Награды и звания
- Почётная грамота Президиума Верховного Совета МАССР (1958).
- Зарубежный член Финно-угорского общества (Хельсинки, Финляндия).

## Память
- Улица его имени в Йошкар-Оле (с 9 марта 1983 года).
- Его именем назван Марийский научно-исследовательский институт языка, литературы и истории (1983).
- В родном селе Сусады-Эбалак работает дом-музей В. М. Васильева, а во дворе музея установлен его бюст[4].